# Trembita (pocisk manewrujący)
Trembita (ukr. Трембіта) – ukraiński pocisk manewrujący typu ziemia-ziemia, o zasięgu około 140 kilometrów, produkowany przez firmę PARS.

## Opis konstrukcji
Trembita jest konstrukcyjnie zbliżona do niemieckiej bomby latającej V-1 z okresu drugiej wojny światowej. Pocisk napędzany jest (obecnie rzadko stosowanym) odrzutowym silnikiem pulsacyjnym, który pozwala mu osiągnąć prędkość około 400 km/h. Silnik ten generuje dźwięk o natężeniu 100 dB oraz duże ilości ciepła, dzięki czemu Trembita stanowi atrakcyjny cel dla obrony przeciwlotniczej przeciwnika, a zwłaszcza pocisków typu MANPADS. Pocisk ma zasięg około 140 kilometrów, jego minimalna wysokość lotu wynosi 30 m, natomiast pułap maksymalny to 2000 m. Jako paliwo stosowana jest benzyna E92 lub E95. Zapas paliwa wynosi 30 litrów. Trembita, ze względu na rodzaj zastosowanego silnika, wyposażona jest w przyspieszacz rakietowy, umożliwiający prawidłowy start. Pociski te odpalane są najczęściej z mobilnych wyrzutni przenoszących zazwyczaj około 20–30 rakiet.   

## Zastosowanie
Ze względu na prostotę i niską cenę pocisk ten może stanowić odpowiednik masowo używanego przez Rosjan w czasie wojny na Ukrainie irańskiego drona Shahed-131. Koszt produkcji jednej Trembity wynosi około 10 tys. USD i jest on wielokrotnie niższy od kosztu produkcji rakiet przeznaczonych do jego zwalczania. Biorąc pod uwagę wyżej wymienione cechy pocisk ten może pełnić zarówno funkcję klasycznego pocisku manewrującego, służącego do atakowania celów na zapleczu frontu, jak również wabika służącego do przeciążenia obrony przeciwlotniczej przeciwnika.  

## Nazwa
Nazwa pocisku nawiązuje do charakterystycznego kształtu trembity, instrumentu który nieco przypomina kształt silnika zastosowanego w tej maszynie – długą, prostą rurę rozszerzoną na końcu.